# ポール・ギャラガー
ポール・ギャラガー（Paul Gallagher、1984年8月9日 - ）は、スコットランド・グラスゴー出身の元プロサッカー選手。元サッカースコットランド代表。現役時代のポジションはMF。

## 経歴

### クラブ
ブラックバーン・ローヴァーズFCのアカデミー出身。2003年3月のプレミアリーグ・アーセナルFC戦で途中出場しトップチームデビューを果たした。2004年2月のチャールトン・アスレティックFC戦ではキーパーのブラッド・フリーデルのゴールをアシストするという珍記録を達成した。
2009年8月、レスター・シティFCに完全移籍。2010年2月のスカンソープ・ユナイテッドFC戦で自身初のハットトリックを達成。同月のノッティンガム・フォレストFC戦では直接フリーキックを決めた。この活躍からチャンピオンシップの月間MVPに選ばれた。
2015年6月、レンタルで加入していたプレストン・ノースエンドFCに完全移籍。
2021年5月、現役を引退し、プレストンのコーチに就任した。

### 代表
ブラックバーンでのプレーがベルティ・フォクツ監督の目にとまり、2004年1月に代表初招集。 翌2月のウェールズ戦で途中出場し初キャップ。これが代表戦に出場した最初で最後の試合になった。